# キックボクシング (日本テレビ)
本項で解説する『キックボクシング』は、1969年1月から1971年9月まで日本テレビ系列局で放送されていた日本テレビ製作のスポーツ中継番組である。

## 概要
TBSの『YKKアワー キックボクシング中継』よりも一足早くスタートしたキックボクシング中継。当時日本テレビのアナウンサーだった徳光和夫ほかが実況を担当していた。中継先は後楽園ホールが中心だったが、他にも日本各地からの中継を行っていた。
木曜20:00枠で放送されていた頃には1時間番組だったが、1970年秋の改編で土曜18:00枠へ移動したのを機に放送枠が30分にまで縮小した。

## 放送時間
いずれも日本標準時。
- 木曜 20:00 - 20:56 （1969年1月 - 1970年9月） - 同時間帯でプロ野球ナイター中継が行われる週には放送を休止。
- 土曜 18:00 - 18:30 （1970年10月 - 1971年9月） - 移動とともに放送枠が30分に縮小。